# Ca l'Adroher (les Preses)
Ca l'Adroher és una obra de les Preses (Garrotxa) inclosa a l'Inventari del Patrimoni Arquitectònic de Catalunya.

## Descripció
Edifici civil de petites dimensions cobert amb teulada a dues vessants i orientada cap a l'oest. A la part davantera hi ha un cos separat en forma de torre del que sobresurt un forn a la façana. El material de construcció és pobre.
A la dreta hi ha un paller i a la part baixa unes quadres.
Aquesta masia ha estat molt restaurada i no hi ha cap element arquitectònic remarcable.

## Història
La única notícia històrica, per cert, molt antiga, es recula a finals del segle ix, on se cita a "Adrogaros".
Aquesta masia, tot i la seva antiguitat no prosperà com d'altres.